# Belin-Béliet
Belin-Béliet é uma comuna francesa na região administrativa da Nova Aquitânia, no departamento da Gironda. Estende-se por uma área de 154,47 km². Em 2010 a comuna tinha 5 725 habitantes (densidade: 37,1 hab./km²).